# 후지필름 X-Pro2
후지필름 X-Pro2는 후지필름이 생산하는 미러리스 렌즈 교환식 카메라로, 2016년 1월에 발표되었다. 이 제품은 후지필름의 X-시리즈의 일부이며, X-Pro1를 계승한 것이기도 하다. 판매는 2016년 3월 3일에 시작되었다.
X-Pro2는 카메라 그랑프리 재팬 2016에서 에디터스 어워드를 수상하기도 하였다.

## 주요 기능
- 24.3-메가픽셀, APS-C 사이즈 X-트랜스 CMOS III 센서
- 후지필름 X-마운트 시스템 렌즈와 호환
- ISO 200–12800, ISO 100–51200까지 확장
- 60 fps 동영상에서 1080p까지 촬영
- 하이브리드 OLED/광학식 뷰파인더
- 1/8000초 기계식 셔터
- 듀얼 메모리 카드 슬롯